# Pierre Sabatié
Pas d'image ? Cliquez ici

a Compétitions nationales et continentales officielles uniquement.

b Matchs officiels uniquement.
Pierre Sabatié, né le 18 avril 1977 à Villeneuve-sur-Lot, est un joueur et entraîneur de rugby à XIII dans les années 1990 et 2000. Il occupe le poste de deuxième ligne.
Fils de Christian Sabatié, international dans les années 1960 et 1970, Pierre Sabatié grandit dans un contexte treiziste. Il évolue la majeure partie de sa carrière au sein de Villeneuve-sur-Lot qui domine le rugby à XIII français à partir de la fin des années 1990. Il y remporte les titres de Championnat de France en 1999, 2001, 2002 et 2003, ainsi que les titres de Coupe de France en 1999, 2000, 2002 et 2003.
Fort de ses performances en club, il est sélectionné à cinq reprises entre 1999 et 2008 en équipe de France lui permettant de prendre part à la Coupe d'Europe 2003.
Il termine sa carrière en tant qu'entraîneur-joueur du club de l'AS Clairac XIII puis devient tour à tour joueur à Tonneins XIII avant d'en devenir l'entraîneur lors de la saison 2014-2015.

## Palmarès
- Collectif :
  - Vainqueur du Championnat de France : 1999, 2001, 2002 et 2003 (Villeneuve-sur-Lot).
  - Vainqueur de la Coupe de France : 1999, 2000, 2002 et 2003 (Villeneuve-sur-Lot).
  - Finaliste du Championnat de France : 1998 (Villeneuve-sur-Lot).

### Détails en sélection
| 1. | 11 novembre 1999 | Maroc        | 80-8  | Test-match     | Remplaçant     | - | - | - | - |
| 2. | 14 novembre 1999 | Liban        | 38-24 | Test-match     | Remplaçant     | - | - | - | - |
| 3. | 17 novembre 1999 | Italie       | 10-14 | Test-match     | Deuxième ligne | - | - | - | - |
| 4. | 9 novembre 2003  | Écosse       | 6-8   | Coupe d'Europe | Remplaçant     | - | - | - | - |
| 5. | 16 novembre 2003 | Angleterre A | 6-68  | Coupe d'Europe | Remplaçant     | - | - | - | - |
| 5. | 27 juin 2008     | Angleterre A | 8-56  | Test-match     | Remplaçant     | - | - | - | - |